# Parque nacional de Towada-Hachimantai
Parque Nacional de Towada-Hachimantai (en japonés: 十和田八幡平国立公園 Towada-Hachimantai Kokuritsu Kōen) es un parque nacional que comprende dos áreas separadas de las prefecturas de Aomori, Iwate y Akita, en el país asiático de Japón. El área de Towada-Hakkoda abarca el Lago Towada, el monte Hakkoda, y la mayor parte del valle del río Oirase; mientras que el área de Hachimantai incluye el Monte Hachimantai, el monte Iwate, Onsen Tamagawa, y Akita Komagatake (秋田駒ヶ岳)
El Parque Nacional Towada-Hachimantai, creado en el año 1936, está ubicado en la región de Tohoku, al norte de la Isla de Honshu, en Japón, y cubre un área de 854 kilómetros cuadrados.
Dentro de la jurisdicción de Towada se encuentran el Lago Towada, las Montañas Hakkoda y gran parte del Valle del Río Oirase; en Hachimantai están el Monte Hachimantai, el Monte Iwate, Tamagawa Onsen y Akita Komagatake

## Lago Towada
El Lago Towada es el antiguo cráter de un volcán, está ubicado justo en el límite entre las prefecturas de Aomori y Akita, tiene una altura de cuatrocientos metros sobre el nivel del mar y algo más de trescientos metros de profundidad, mide 61 kilómetros cuadrados y su forma circular se ve interrumpida por dos penínsulas que se extienden desde la costa sur hacia el centro del mismo; sus aguas son de un azul brillante.

## Montañas Hakkoda
Se denomina Montañas Hakkoda al cordón montañoso volcánico ubicado al sur de la ciudad de Aomori; se extiende a lo largo del Lago Towada y del Valle del Río Oirase; está formado por más de una docena de estrato-volcanes y domos de lava divididos en dos grupos diferenciados por su antigüedad geológica.
El pico más alto es el Monte Odake, con 1585 metros, en él cae nieve en abundancia lo que lo convierte en el preferido de los esquiadores. El Río Oirase nace en el Lago Towada y fluye en dirección este hasta verter sus aguas en el Océano Pacífico, a su paso va dando forma a maravillosos paisajes, profundas gargantas, numerosos rápidos y caídas de agua espectaculares que son una de las mayores atracciones turísticas del parque.